# 筆で味わう雅の世界 小倉百人一首を書こう
『筆で味わう雅の世界 小倉百人一首を書こう』 は、NHK教育テレビジョンの「趣味悠々」の中で放送された番組である。

## 放送時期
2009年（平成21年）11月 - 2010年（平成22年）1月 毎週月曜日 22時00分 - 22時25分（再放送：毎週月曜日 12時00分 - 12時25分）

## 概要
“日本文化を再発見”

百人一首の歌に触れながら、かなの美しさに目覚めてもらおうという企画です。（中略）かなを書くとことは伝統文化を体験することでもあり、日本文化を貫く美意識を養うことにもなるのです。（テキスト巻頭より）

## 番組の流れ
講師の高木厚人が番組の冒頭でその日のテーマをクイズ形式で問う。生徒役の大桃美代子と村野武範が答え、講師が解答とテーマを説明する。
その後、「今日のいろは」というコーナーで今日練習する一首を紹介し、講師が手本を書く。その後、生徒が一人ずつお手本を見ながら書き、指導やアドバイスを受ける。
番組最後は次回のテーマを発表する。

## 講師
- 高木厚人

## 出演者
- 村野武範
- 大桃美代子

放送内容
- 第1回 - 『ひらがなで書こう』
- 第2回 - 『かなの筆づかいを学ぼう』
- 第3回 - 『かなを美しく表現しよう』
- 第4回 - 『連綿で書こう①　ひらがなの二字連綿』
- 第5回 - 『連綿で書こう②　ひらがなの三字・四字連綿』
- 第6回 - 『変体がなを用いよう』
- 第7回 - 『変体がなを使いこなそう』
- 第8回 - 『散らし書きに挑戦』
- 第9回 - 『散らし書きの美しさを極めよう』
- 第10回 - 『墨継ぎの工夫で景色を変化させよう』
- 第11回 - 『料紙に書いてみよう』
- 第12回 - 『自由に創作しよう』

## テキスト
ほぼその回のお手本が書かれており、運筆の注意点や、大きさ、余白の使い方など、詳しく紹介されている。
また、コラム「名筆に学ぶ」のコーナーでは名人直筆の書を紹介し、臨書を薦めている。